# Plan Director de Infraestructuras de la región metropolitana de Barcelona

## Antecedentes
El PDI no es el primer instrumento de planificación de actuaciones de infraestructuras. En cuanto a infraestructuras ferroviarias metropolitanas el primer plan general del metro de Barcelona data de 1963 con el Plan de Urgencia de 1963 de la Coordinadora del Transporte de Barcelona. El primer plan que tiene en cuenta las líneas de RENFE y de suburbanos como complementarios es el Plan de Metros de 1974.
En 1997 se crea la Autoridad del Transporte Metropolitano, aglutinando diferentes administraciones responsables y se inicia el planeamiento de forma más global integrando las líneas de RENFE, FGC, TMB (FMB y Bus).
Planificaciones existentes:
- Plan de Urgencia de 1963
- Plan de Metros de 1966
- Plan de Metros de 1971
- Plan de Metros de 1974
- Plan de Metros de 1984
- Plan Intermodal de Transporte de 1996
- Plan Director de Infraestructuras 2001-2010
- Avance del Plan Director de Infraestructuras 2009-2018
- Plan Director de Infraestructuras 2011-2020
- Plan Director de Infraestructuras 2021-2030

## PDI 2001-2010
Ampliación de la red de Metro, FGC y Tranvía:
| Ficha | Línea                                    | Tramo                                                | Nuevas estaciones |
| ----- | ---------------------------------------- | ---------------------------------------------------- | ----------------- |
| AX01  |                                          | ?                                                    | 1 estación        |
| AX02  |                                          | ?                                                    | 4 estaciones      |
| AX03  |                                          | ?                                                    | 6 estaciones      |
| AX04  |                                          | Pep Ventura - Badalona Pompeu Fabra                  | 1 estación        |
| AX05  |                                          | Canyelles - Trinitat Nova                            | 2 estaciones      |
| AX06  |                                          | La Pau - la Sagrera                                  | 3 estaciones      |
| AX07  |                                          | Horta - Vall d'Hebron                                | 3 estaciones      |
| AX08  |                                          | Aeroport - Parc Logístic                             | 11 estaciones     |
| AX09  |                                          | Parc Logístic / Polígon Pratenc - Zona Universitaria | 17 estaciones     |
| AX10  |                                          |                                                      | 12 estaciones     |
| AX11  |                                          |                                                      |                   |
| AX12a | Tranvía del Bajo Llobregat               |                                                      |                   |
| AX12b | Tranvía del Besòs                        |                                                      |                   |
| AX13  |                                          | Pl. Espanya - Francesc Macià - Gràcia                |                   |
| AX14  | LBV                                      | Terrassa Rambla - Can Roca                           |                   |
| AX15  | LBV                                      | Sabadell Can Feu - Ca n'Oriac                        |                   |
| AX16  | Aéreo Olesa de Montserrat - Esparraguera | Aéreo Olesa de Montserrat - Esparraguera             |                   |
| AX17  |                                          | Sarriá - Castelldefels                               |                   |
|       |                                          | Zona Universitaria - San Felíu de Llobregat          | 9 estaciones      |
|       |                                          | Reina Elisenda - Finestrelles                        | 3 estaciones      |
|       |                                          | Trinitat Nova - Can Cuiàs                            | 5 estaciones      |

## Avance del PDI 2009-2018

### Ampliación de la red
| Ficha | Línea | Tramo                                                                    | Nuevas estaciones |
| ----- | ----- | ------------------------------------------------------------------------ | ----------------- |
| AX01  |       | Hospital de Bellvitge - el Prat                                          | 1 estación        |
| AX02  |       | Fondo - Badalona Pompeu Fabra                                            | 4 estaciones      |
| AX03  |       | Sant Antoni - Parc Logístic                                              | 6 estaciones      |
| AX04  |       | Pep Ventura - Badalona Pompeu Fabra                                      | 1 estación        |
| AX05  |       | Trinitat Nova - Trinitat Vella                                           | 1 estaciones      |
| AX06  |       | La Pau - la Sagrera                                                      | 3 estaciones      |
| AX07  |       | Horta - Vall d'Hebron                                                    | 3 estaciones      |
| AX08  |       | Aeroport - Parc Logístic                                                 | 11 estaciones     |
| AX09  |       | Parc Logístic / Polígon Pratenc - Zona Universitaria                     | 17 estaciones     |
| AX10  |       | Zona Universitaria - la Sagrera                                          | 12 estaciones     |
| AX11  |       | La Sagrera - Can Zam / Gorg                                              | 12 estaciones     |
| AX12  |       | Zona Universitaria - San Felíu de Llobregat                              | 9 estaciones      |
| AX13  |       | Pl. Espanya - Besòs Parc                                                 | 10 estaciones     |
| AX14  | LBV   | Terrassa Rambla - Can Roca                                               | 3 estaciones      |
| AX15  | LBV   | Sabadell Can Feu - Ca n'Oriac                                            | 4 estaciones      |
| AX16  | LBV   | Ca n'Oriac - Castellar del Vallés                                        | 2 estaciones      |
| AX17  |       | Reina Elisenda - Finestrelles                                            | 3 estaciones      |
| AX18  |       | Nueva línea Poblenou-UAB                                                 | 8 estaciones      |
| AX19  | LBV   | Cola de maniobras de Plaza Cataluña                                      | 0 estaciones      |
| AX20  | LLA   | Variante de la línea Llobregat - Noya en el Polígono de SEAT (Martorell) | 1 estación        |
| XT01  |       | Cornellá - San baudilio                                                  | 6 paradas         |
| XT02  |       | Sant Feliu - Quatre Camins                                               | 12 paradas        |
| XT03  |       | Ciutadella - WTC                                                         | 4 paradas         |
| XT04  |       | San Adrián - Puerto de Badalona                                          | 3 paradas         |
| XT05  |       | Torribera - San Adrián                                                   | 10/12 paradas     |
| XT06  |       | Nueva línea UAB Cerdanyola - Montcada                                    | 20 paradas        |
| XT07  |       | Conexión Tranvía Diagonal                                                | 6 paradas         |

### Modernización y mejora
Bus
- Estación de Sants
- Estación de la Sagrera
- Cornellà
- Carril VAO C-58, B-23, C-32, C-31, C-245, Eje de Caldes, entre otros

### Intercambiadores
- Plaza Cataluña
- Zona Universitaria
- Ernest Lluch
- Ribera Salines
- Volpelleres
- Arc de Triomf
- Sagrera | TAV

### Red estatal
- Línea Orbital
- Línea interior Montgat - Mataró
- Variante de Mataró
- Variante de Badalona
- Duplicación La Garriga - Vich
- Tercera vía Sabadell Sur - Sardañola del Vallés
- Soterramiento y nueva estación de Sitges
- Soterramiento y nueva estación de Villanueva y Geltrú
- Nueva estación a Serguerar y Santa Perpetua
- Integración de la línea de Villanueva en Hospitalet de Llobregat
- Nuevo intercambiador Polígono Santiga

## PDI 2011-2020
Ampliación de la red de Metro, FGC y Tranvía:
| Ficha | Línea | Tramo                                                | Nuevas estaciones |
| ----- | ----- | ---------------------------------------------------- | ----------------- |
| AX01  |       | Hospital de Bellvitge - el Prat                      | 1 estación        |
| AX02  |       | Fondo - Badalona Pompeu Fabra - Estación de Badalona | 5 estaciones      |
| AX03  |       | Sant Antoni - Parc Logístic                          | 6 estaciones      |
| AX04  |       | Zona Universitaria - San Felíu de Llobregat          | 9 estaciones      |
| AX05  |       | Trinitat Nova - Trinitat Vella                       | 1 estación        |
| AX06  |       | La Pau - la Sagrera                                  | 3 estaciones      |
| AX07  |       | Zona Universitaria - Aeroport / Zona franca          | 28 estaciones     |
| AX08  |       | Zona Universitaria - la Sagrera                      | 12 estaciones     |
| AX09  |       | Pl. España - Francesc Macià - Gràcia                 | 3 estaciones      |
| AX10  | LBV   | Terrassa Rambla - Terrassa Nacions Unides            | 3 estaciones      |
| AX11  | LBV   | Sabadell Can Feu - Ca n'Oriac                        | 4 estaciones      |
| AX12  |       | Reina Elisenda - Finestrelles                        | 3 estaciones      |
| AX13  |       | Prolongación del Vallès                              | 8 estaciones      |
| XT01  |       | Conexión Tranvía Diagonal                            | 5 paradas         |
| XT01  |       | Ciutadella - WTC                                     |                   |
| XT01  |       | Glòries - Urquinaona                                 |                   |
| XT02  |       | Paso por Laureà Miró                                 | 1 paradas         |
| XT03  |       | Sant Feliu - Quatre Camins                           | 12 paradas        |
| XT04  |       | Sant Adrià - Port de Badalona                        | 2 paradas         |
| XT05  |       | Nueva línea UAB Cerdanyola - Montcada                | 21 paradas        |

## PDI 2021-2030
Ampliación de la red de Metro, FGC, Tranvía y Rodalies:
| Ficha | Línea | Tramo                                                                   | Nuevas estaciones |
| ----- | ----- | ----------------------------------------------------------------------- | ----------------- |
| AX01  |       | Fondo - Rodalies: Estació de Badalona                                   | 5 estaciones      |
| AX02  |       | La Pau - La Sagrera                                                     | 3 estaciones      |
| AX03  |       | Pratenc - Zona Universitària                                            | 15 estaciones     |
| AX04  |       | Zona Universitària - La Sagrera                                         | 12 estaciones     |
| AX05  |       | Hospital de Bellvitge - El Prat Estació                                 | 1 estación        |
| AX06  |       | Sant Antoni - Parc Logístic                                             | 6 estaciones      |
| AX07  |       | Zona Universitària - Esplugues de L. - Sant Feliu de L.                 | 9 estaciones      |
| AX08  |       | Trinitat Nova - Trinitat Vella                                          | 1 estación        |
| AX09  |       | Pl. Espanya - Gràcia                                                    | 3 estaciones      |
| AX10  |       | Reina Elisenda - Finestrelles                                           | 3 estaciones      |
| AX11  |       | Nuevo túnel del Vallès                                                  | 2 estaciones      |
| AX12  |       | Variante de FGC en Sant Boi de Llobregat y prolongación a Castelldefels | 2 estaciones      |
| XT01  |       | Conexión Tranvía Diagonal                                               | 6 paradas         |
| XT02  |       | Paso por Laureà Miró                                                    | 1 parada          |
| XT03  |       | Sant Feliu de Llobregat – Quatre Camins                                 | 2/5 paradas       |
| XT04  |       | Estació de Sant Adrià - Port de Badalona                                | 2 paradas         |
| XT05  |       | Nueva línea UAB Cerdanyola - Montcada                                   | 18 paradas        |
| XE01  |       | Nuevo trazado en Sant Feliu de Llobregat                                |                   |
| XE02  |       | Nuevo acceso al Aeroport Barcelona El Prat                              | 2 estaciones      |
| XE03  |       | Nuevo trazado en L'Hospitalet de Llobregat                              | 3 estaciones      |
| XE04  |       | Duplicación Montcada - Vic                                              |                   |
| XE05  |       | Túnel de Montcada                                                       |                   |
| XE06  |       | Nuevo trazado Montcada i Reixac                                         | 1 estación        |
| XE07  |       | Incremento de fiabilidad                                                |                   |
| XE08  |       | Estaciones e intermodalidad                                             | 5 estaciones      |
| XE09  |       | Duplicación Arenys de Mar - Blanes                                      |                   |
| XE10  |       | Nueva línea Castelldefels - Cornellà - Zona Universitària               | 11 estaciones     |
| XE11  |       | By-pass del Vallès de la nueva línea Orbital ferroviaria                | 2 estaciones      |